# Diocesi di Saint-Hyacinthe
La diocesi di Saint-Hyacinthe (in latino: Dioecesis Sancti Hyacinthi) è una sede della Chiesa cattolica in Canada suffraganea dell'arcidiocesi di Sherbrooke. Nel 2022 contava 428.340 battezzati su 447.559 abitanti. È retta dal vescovo Christian Rodembourg, M.S.A.

## Territorio
La diocesi è situata nella parte sud-orientale della provincia canadese del Québec.
Sede vescovile è la città di Saint-Hyacinthe, dove si trova la cattedrale di San Giacinto.
Il territorio è suddiviso in 75 parrocchie.

### Istituti religiosi presenti in diocesi
- Comunità maschili
  - Congregazione di Santa Croce
  - Fratelli del Sacro Cuore
  - Fratelli dell'istruzione cristiana di Ploërmel
  - Fratelli maristi delle scuole
  - Missionari oblati di Maria Immacolata
  - Ordine cistercense
  - Ordine dei frati minori
  - Ordine dei frati predicatori
  - Ordine della Santissima Trinità
  - Servi di Maria
  - Società del Verbo Divino
- Comunità femminili
  - Suore adoratrici del Sangue di Cristo
  - Suore dei Sacri Cuori e dell'adorazione perpetua del Santissimo Sacramento
  - Suore dei Santi Nomi di Gesù e Maria
  - Suore del Sacro Cuore di Gesù
  - Suore della carità di Ottawa
  - Suore della carità di Saint-Hyacinthe
  - Suore della Congregazione di Nostra Signora
  - Suore della Presentazione di Maria
  - Suore della Santissima Trinità
  - Suore di Nostra Signora del Buon Consiglio
  - Suore di San Giuseppe di Saint-Hyacinthe
  - Suore di Santa Marta
  - Suore ospedaliere di San Paolo

## Storia
La diocesi è stata eretta l'8 giugno 1852 con la bolla Ad romanum spectat di papa Pio IX, ricavandone il territorio dalla diocesi di Montréal (oggi arcidiocesi) e dall'arcidiocesi di Québec.
Il 28 agosto 1874 ha ceduto una porzione del suo territorio a vantaggio dell'erezione della diocesi di Sherbrooke (oggi arcidiocesi).
Originariamente suffraganea dell'arcidiocesi di Québec, nel 1886 entrò a far parte della provincia ecclesiastica di Montréal, e nel 1951 di quella di Sherbrooke.

## Cronotassi dei vescovi
Si omettono i periodi di sede vacante non superiori ai 2 anni o non storicamente accertati.
- John Charles Prince † (8 giugno 1852 - 5 maggio 1860 deceduto)
- Joseph La Rocque † (22 giugno 1860 - 4 febbraio 1866 dimesso[1])
- Charles La Rocque † (20 marzo 1866 - 25 luglio 1875 deceduto)
- Beato Louis-Zéphirin Moreau † (19 novembre 1875 - 24 maggio 1901 deceduto)
- Maxime Decelles † (24 maggio 1901 succeduto - 7 luglio 1905 deceduto)
- Alexis-Xyste Bernard † (16 dicembre 1905 - 17 giugno 1923 deceduto)
- Fabien-Zoël Decelles † (24 marzo 1924 - 27 novembre 1942 deceduto)
- Arthur Douville † (27 novembre 1942 succeduto - 13 giugno 1967 dimesso[2])
- Albert Sanschagrin, O.M.I. † (13 giugno 1967 - 18 luglio 1979 dimesso)
- Louis-de-Gonzague Langevin, M.Afr. † (18 luglio 1979 - 7 aprile 1998 ritirato)
- François Lapierre, P.M.E. (7 aprile 1998 - 29 giugno 2017 ritirato)
- Christian Rodembourg, M.S.A., dal 29 giugno 2017

## Statistiche
La diocesi nel 2022 su una popolazione di 447.559 persone contava 428.340 battezzati, corrispondenti al 95,7% del totale.
| anno | popolazione | popolazione | popolazione | presbiteri | presbiteri | presbiteri | presbiteri                | diaconi | religiosi | religiosi | parrocchie |
| anno | battezzati  | totale      | %           | numero     | secolari   | regolari   | battezzati per presbitero | diaconi | uomini    | donne     | parrocchie |
| ---- | ----------- | ----------- | ----------- | ---------- | ---------- | ---------- | ------------------------- | ------- | --------- | --------- | ---------- |
| 1950 | 173.515     | 184.146     | 94,2        | 356        | 273        | 83         | 487                       |         | 663       | 2.012     | 99         |
| 1965 | 239.442     | 253.738     | 94,4        | 427        | 332        | 95         | 560                       |         | 464       | 1.991     | 105        |
| 1970 | 254.756     | 270.925     | 94,0        | 400        | 299        | 101        | 636                       |         | 480       | 1.758     | 106        |
| 1976 | 271.308     | 287.911     | 94,2        | 380        | 259        | 121        | 713                       | 9       | 458       | 1.779     | 106        |
| 1980 | 298.252     | 314.000     | 95,0        | 362        | 248        | 114        | 823                       | 18      | 459       | 1.699     | 106        |
| 1990 | 335.647     | 351.323     | 95,5        | 308        | 202        | 106        | 1.089                     | 26      | 353       | 1.295     | 114        |
| 1999 | 353.854     | 372.805     | 94,9        | 256        | 170        | 86         | 1.382                     | 27      | 275       | 994       | 111        |
| 2000 | 352.326     | 368.686     | 95,6        | 254        | 170        | 84         | 1.387                     | 28      | 283       | 930       | 111        |
| 2001 | 350.946     | 363.808     | 96,5        | 248        | 172        | 76         | 1.415                     | 29      | 261       | 880       | 111        |
| 2002 | 330.112     | 356.650     | 92,6        | 237        | 160        | 77         | 1.392                     | 34      | 261       | 840       | 108        |
| 2003 | 350.940     | 361.059     | 97,2        | 234        | 149        | 85         | 1.499                     | 32      | 265       | 770       | 105        |
| 2004 | 349.614     | 359.844     | 97,2        | 224        | 146        | 78         | 1.560                     | 31      | 265       | 725       | 100        |
| 2010 | 372.000     | 389.000     | 95,6        | 220        | 117        | 103        | 1.690                     | 28      | 239       | 582       | 87         |
| 2014 | 387.000     | 407.600     | 94,9        | 195        | 92         | 103        | 1.984                     | 28      | 233       | 550       | 87         |
| 2017 | 399.815     | 421.070     | 95,0        | 187        | 86         | 101        | 2.138                     | 27      | 217       | 451       | 82         |
| 2020 | 408.360     | 420.178     | 97,2        | 157        | 73         | 84         | 2.601                     | 27      | 174       | 372       | 77         |
| 2022 | 428.340     | 447.559     | 95,7        | 125        | 64         | 61         | 3.426                     | 23      | 138       | 325       | 75         |